# Carex humilis
Carex humilis és una espècie de jonc que es distribueix a les zones temperades d'Euràsia. És absent a les Balears, però a Catalunya i al País Valencià és bastant comuna a tot el territori, excepte a les zones més altes del Pirineu (per sobre dels 2000-2400 metres) i a l'extrem sud del País Valencià, on és absent, i a les zones més continentals de la Depressió Central, on rareja. Es troba en parats secs i llocs rocosos, preferentment sobre substrat calcari.
És una planta herbàcia perenne que forma una gespa densa. Les fulles basals tenen beines d'un color bru ferruginós, s'arquegen a la punta i fan de 10 a 25 cm de llarg. Les tiges són molt més curtes que les fulles (només fan de 5 a 15 cm) i per la seva curtedat justifiquen el nom específic "humilis".
Floreix de febrer a juny.